# Aspidiotus congolensis
Aspidiotus congolensis är en insektsart som beskrevs av Alfred Serge Balachowsky 1956. Aspidiotus congolensis ingår i släktet Aspidiotus och familjen pansarsköldlöss.
Artens utbredningsområde är Kongo-Kinshasa. Inga underarter finns listade i Catalogue of Life.